# Stanisławów (powiat sieradzki)
Stanisławów – wieś w Polsce, położona w województwie łódzkim, w powiecie sieradzkim, w gminie Złoczew.
W latach 1975–1998 miejscowość należała administracyjnie do województwa sieradzkiego.

## Części wsi
| SIMC    | Nazwa     | Rodzaj    |
| ------- | --------- | --------- |
| 0722673 | Kamasówka | część wsi |

## Historia
Wieś Stanisławów znana jest już od XVII wieku. Wieś założono w maju 1673 roku. Według spisu z 1796 roku we wsi było 4 rodzin posiadających gospodarstwa  chałupnicze i jeden rzemieślnik. Wysiewano 35 szefli zboża, z łask zbierano 9 wozów siana. Obsadę zwierzęcą stanowiły: 2 konie, 12 wołów oraz 4 krowy.
W 1827 roku Stanisławów zamieszkiwało już 116 osób żyjących w 9 domach. W zestawieniu z roku 1881 pod tą nazwą sklasyfikowano 2 jednostki osadnicze: wieś i jednodworcową osadę leśną. W tym czasie w Stanisławowie było 21 domów.
W 1917 roku powstała Ochotnicza Straż Pożarna, która działa do dzisiaj.
W latach dwudziestych XX wieku w jednoklasowej szkole uczył Stanisław Janicki, a później Stanisław Podoba. Z czasem podwyższono stopień organizacyjny placówki do poziomu szkoły 2-klasowej. Na początku lat trzydziestych dwóch nauczycieli opiekowało się 112 uczniami, dla których lekcje odbywały się w dwóch budynkach. Sala o powierzchni 46 m. kw. mieściła się w lokalu własnym, a izbę o powierzchni 29 m. kw. wynajmowano u miejscowego gospodarza.
W okresie międzywojennym w Stanisławowie hodowlą pszczół zajmował się Józef  Bieniek. Posiadał on dużą pasiekę składającą się z ponad 40 uli. W styczniu 1945 roku wieś została prawie doszczętnie zniszczona przez wycofujących się żołnierzy niemieckich. Po wojnie została odtworzona, ale już w mniejszej skali.
W 1935 roku w szeregach Związku Młodzieży Wiejskiej Rzeczypospolitej Polskiej „Wici” było 57 mieszkańców Stanisławowa.
20 czerwca 1941 roku wywieziono około 30-35 mieszkańców na roboty do Rzeszy. Akcję przeprowadzili żandarmi i osadnicy niemieccy z Wołynia. Wszyscy wysiedleni wrócili  po wojnie.   
Wieś zamieszkuje obecnie (2019) 71 osób. Sołectwo liczy razem 15 gospodarstw.
Sołtysem sołectwa, które ma powierzchnię 142 ha, jest pani Dorota Miernicka (2019).